# Cawayan
Cawayan (Bayan ng Cawayan) är en kommun i Filippinerna. Kommunen tillhör provinsen Masbate och ligger på ön med samma namn. Folkmängden uppgår till 67 033 invånare år 2015.

## Bildgalleri

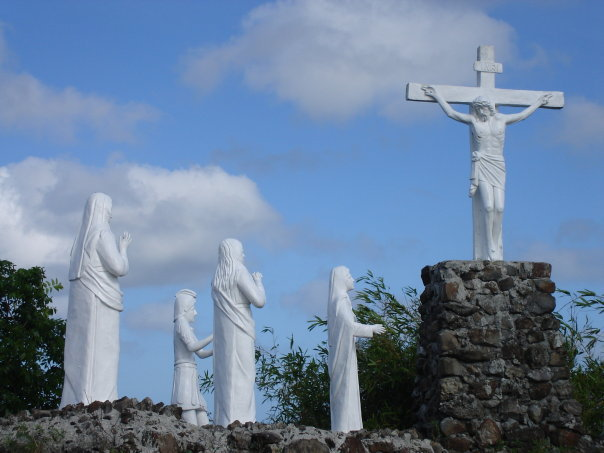
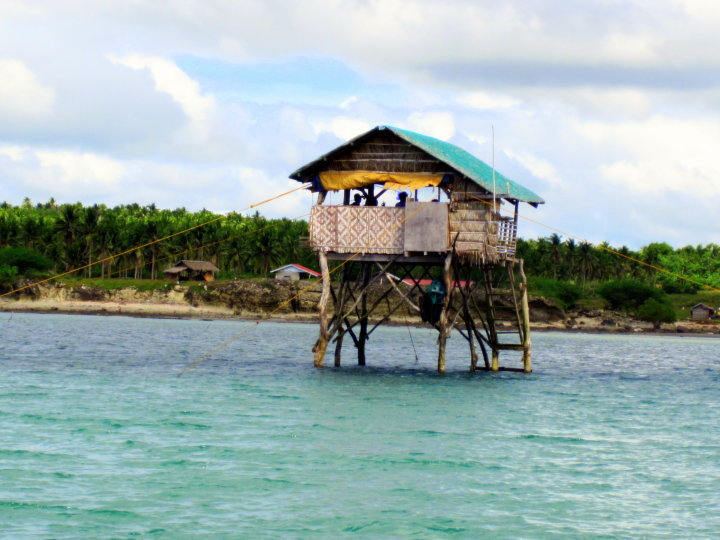
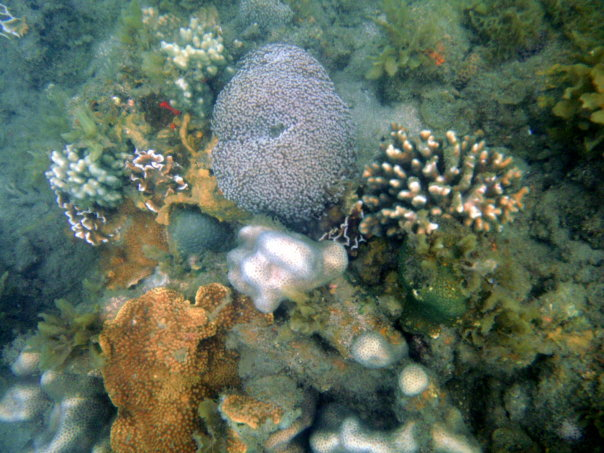
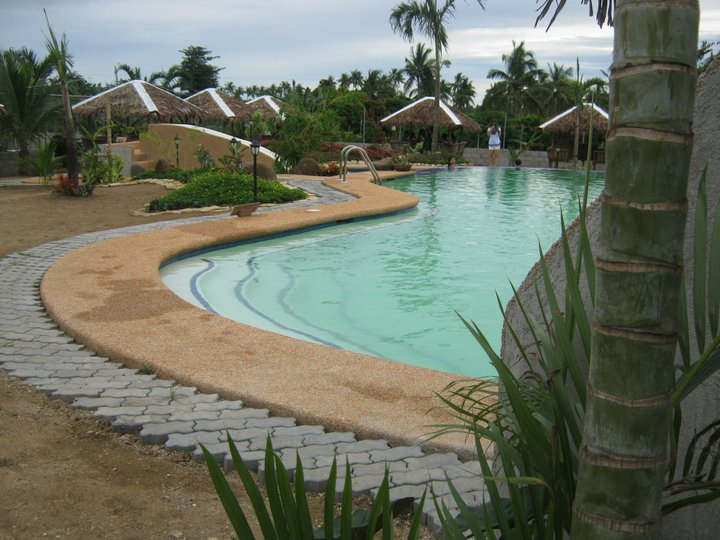

## Barangayer
Cawayan delas in i 37 barangayer.
| - Begia - Cabayugan - Cabungahan - Calapayan - Calumpang - Dalipe - Divisoria - Guiom - Gilotongan - Itombato - Libertad - Looc - Mactan | - Madbad - R.M. Magbalon (Bebinan) - Mahayahay - Maihao - Malbug - Naro - Pananawan - Poblacion - Pulot - Recodo - San Jose - San Vicente | - Taberna - Talisay - Tuburan - Villahermosa - Chico Island - Lague-lague - Palobandera - Pe?a Island - Pin-As - Iraya - Punta Batsan - Tubog |